# Noel Quinn
Sir Noel Quinn (* 1961) ist ein britischer Manager. Er ist seit dem 5. August 2019 kommissarischer, seit März 2020 formell Vorstandsvorsitzender (Group Chief Executive Officer) und Mitglied des Verwaltungsrates (Board of Directors) der HSBC Holdings. Ende April 2024 trat er zurück, übt sein Amt aber bis zur Findung einer Nachfolge weiterhin aus.

## Werdegang
Der irischstämmige Manager begann seine berufliche Laufbahn 1987 als Buchhalter (accountant) bei der Forward Trust Group, einer Tochtergesellschaft der Midland Bank, die 1992 von der HSBC Holdings plc übernommen wurde. Als General Manager leitete er die HSBC-Zukäufe Swan National Motor Finance und Eversholt Leasing Ltd.  
Danach übernahm er verschiedene Leitungsfunktionen in der HSBC-Versicherungsgesellschaft (Insurance Services),  zunächst als Gruppenleiter für Strategie und Entwicklung von Nordamerika, dann als Abteilungsleiter Europa für Kapitalbeteiligungen (Specialised and Equity Finance) und 2008 bis 2011 als Abteilungsleiter UK für Firmenkunden (Commercial Banking). Von 2011 bis 2015 war er Regionalleiter Asien-Pazifik für Firmenkunden mit Sitz in Hongkong, ab Dezember 2015 Vorstandsvorsitzender der Global Commercial Banking Gesellschaft und ist seit September 2016 Geschäftsführer der HSBC-Gruppe (Group Managing Director).
Als Hauptziel in seiner derzeitigen Funktion gibt er an, die Position als führende internationale Unternehmerbank auszubauen.    
Er ist Mitglied des globalen Beirats des lesbisch-schwulen Führungskräfte-Netzwerks OutLeadership. Zu Beginn des Jahres 2025 wurde er als Knight Bachelor in den Adelsstand erhoben.